# 대한민국예술원
대한민국예술원(大韓民國藝術院, National Academy of Arts of Republic of Korea) 또는 예술원은 대한민국 문화체육관광부 소속 국가 기관이다. 예술창작에 현저한 공적이 있는 원로 예술가를 우대·지원하고, 예술창작활동 지원사업을 행함으로써 예술 발전에 이바지하기 위하여 설립되었다. 본부는 서울특별시 서초구 반포대로37길 59에 있다.1952년 문화보호법에 따라 설치되어 1954년 7월 17일에 개원했다. 문학, 미술, 음악, 연극·영화·무용의 4개 분과가 설치되어 있다. 회원 정원은 100명이며 2014년 기준으로 회원 수는 88명이다. 문학 분야가 25명으로 가장 많은 비중을 차지한다.

## 설립 근거
- 대한민국예술원법 제1조[1]

## 연혁
- 1952년: 문화보호법 공포
- 1954년: 예술원 개원 (회원 정원 25명)
- 1988년: 대한민국예술원법 제정 (정원 75명)
- 1996년: 대한민국예술원법 개정(정원 100명)
- 1997년: 예술원회원 선출규정 개정(연극,영화,무용분과 통합운영)
- 2005년: 대한민국예술원법 개정 (제4조(회원의 자격) 1호의 학력 조건 폐지)

## 조직

### 회장
- 총회
- 위원회
  - 임원회
  - 임원회
  - 예술원상부문별심사위원회
  - 예술원상종합심사위원회
  - 회원후보자선출위원회
  - 회원자격심사위원회
  - 예술진흥사업추진위원회
  - 도서편집위원회
  - 미술관운영위원회
- 사무국
  - 관리과
  - 진흥과

#### 부회장
- 문학분과
- 미술분과
- 음악분과
- 연극영화무용분과

## 역대 회장
- 1954년 - 1955년: 고희동 (미술)
- 1955년 - 1981년: 박종화 (문학)
- 1981년 - 1984년: 김동리 (문학)
- 1984년 - 1987년: 이해랑 (연극)
- 1987년 - 1991년: 유경채 (미술)
- 1991년 - 1991년: 정한숙 (문학)
- 1991년 - 1993년: 김성태 (음악)
- 1993년 - 1995년: 이대원 (미술)
- 1995년 - 1999년: 조병화 (문학)
- 1999년 - 2003년: 차범석 (연극)
- 2003년 - 2007년: 이준 (미술)
- 2007년 - 2009년: 김수용 (영화)
- 2009년 - 2011년: 권순형 (미술)
- 2011년 - 2013년 :김정옥 (연극)
- 2013년 - 2015년: 유종호 (문학)
- 2015년 - 2017년 : 민경갑 (미술)
- 2017년 - 2019년 : 나덕성 (음악)
- 2019년 - 2021년 : 이근배 (문학)
- 2021년 - : 유희영 (미술)

## 참고 자료
- “연혁”. 대한민국예술원. 2014년 4월 13일에 원본 문서에서 보존된 문서. 2014년 4월 9일에 확인함.
- 대한민국예술원 주요사업 실적 보관됨 2014-04-13 - 웨이백 머신